# 克尼亞日波戈斯特區

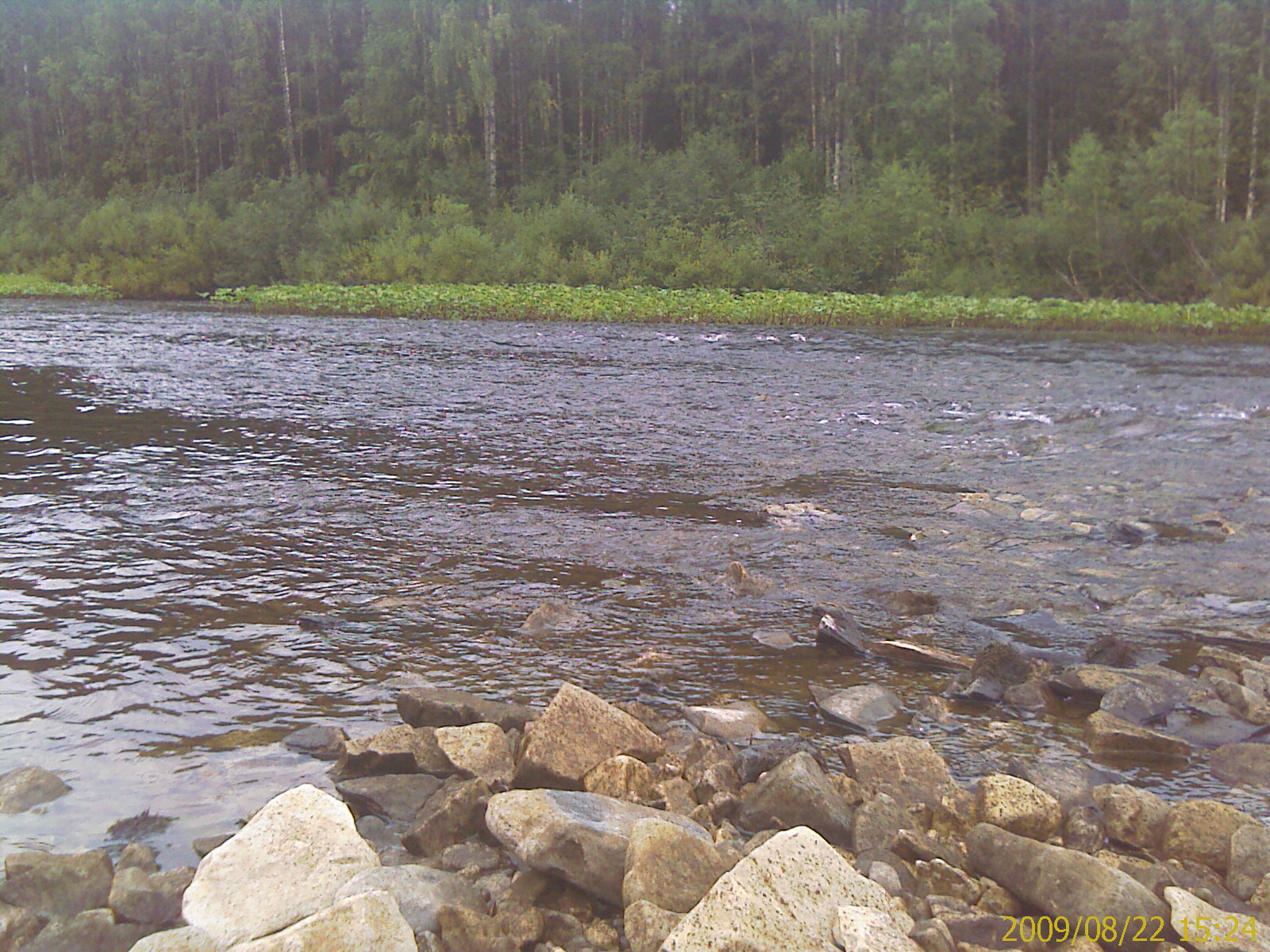

62°35′N 50°51′E / 62.583°N 50.850°E
克尼亞日波戈斯特區（俄语：Княжпогостский район），是俄羅斯的一個區，位於該國西北部，由科米共和國負責管轄，面積25,080平方公里，2010年人口23,432，人口密度每平方公里0.93人。